# Lamina
As laminas são escleroproteínas que providenciam função estrutural e regulação da transcrição no núcleo celular. Estão também envolvidas no posicionamento de poros nucleares.

## Tipos
Nas células de metazoários existem dois tipos de laminas: tipo A e B. Diferenciam-se no seu tamanho e ponto isoeléctrico. As células humanas possuem três genes regulados diferencialmente.
- As laminas do tipo B estão presentes em todas as células. As laminas do tipo B, B1 e B2, são expressas a partir dos genes LMNB1 e LMNB2, nas posições 5q23 and 19q13, respectivamente.
- As laminas do tipo A só são expressas durante a gastrulação. A lamina A e a C são os tipos mais comuns de laminas e são variantes de clivagens do gene LMNA localizado na posição 1q22.